# Zehnkampf-Länderkampf der Männer 1967 Frankreich – BR Deutschland – Schweiz
| 11. Leichtathletik-Länderkampf mit bundesdeutscher Beteiligung 1967   | 11. Leichtathletik-Länderkampf mit bundesdeutscher Beteiligung 1967 |
| --------------------------------------------------------------------- | ------------------------------------------------------------------- |
|                                                                       |                                                                     |
| Zehnkampf-Vergleich der Männer: Frankreich – BR Deutschland – Schweiz |                                                                     |
| Austragungsort                                                        | Font-Romeu                                                          |
| Wettbewerbe                                                           | 1                                                                   |
| Datum                                                                 | 30. September / 1. Oktober                                          |
| 1. FRG 2. FRA 3. SUI                                                  | 45 Punkte 43 Punkte 33 Punkte                                       |
| Chronik                                                               |                                                                     |
| ← GBR-FRG (F)                                                         | erster LK 1968:00 SUI-FRG Geher (M) →                               |

Im elften und letzten Vergleich des Länderkampfjahres 1967 stand am 30. September / 1. Oktober wieder ein Zehnkampf an. Die Gegner waren Frankreich und die Schweiz. Auch in den letzten drei aufeinanderfolgenden Jahren waren die drei Länder in Zehnkampfvergleichen aufeinandergetroffen, die die Bundesrepublik Deutschland alle für sich entschieden hatte. In dieser Saison wurde die Begegnung im französischen Font-Romeu ausgetragen.

## Wettbewerbe und Modus
Jede Nation stellte sechs Zehnkämpfer, von denen die fünf Besten gewertet wurden. Der Erstplatzierte erhielt sechzehn Punkte, der Zweite vierzehn, der Dritte dreizehn, der Vierte zwölf, der Fünfte elf Punkte usw.

## Ergebnis
Es gab diesmal ein enges Rennen um den Sieg zwischen Gastgeber Frankreich und der Bundesrepublik Deutschland. In der Einzelwertung lag ein Franzose vorn. Doch die Platzierungen der bundesdeutschen Vertreter reichten in der Endabrechnung zu einem weiteren Erfolg in dieser Begegnung. Der Vorsprung betrug allerdings nur zwei Punkte. Die Bundesrepublik Deutschland kam auf 45 Punkte, Frankreich auf 43. Die Schweiz belegte mit 33 Punkten den dritten Rang.

## Legende
Kurze Übersicht zur Bedeutung der Symbolik – so üblicherweise auch in sonstigen Veröffentlichungen verwendet:
| DNF | nicht im Ziel (did not finish) |
| DNS | nicht am Start (did not start) |
| NMH | keine Höhe (No Mark)           |

## Resultat
| Platz | Name                 | Nation | Punkte | 100 m  | Weit- sprung | Kugel- stoßen | Hoch- sprung | 400 m  | 110 m Hürden                | Diskus- wurf                | Stabhoch- sprung            | Speer- wurf                 | 1500 m                      |
| ----- | -------------------- | ------ | ------ | ------ | ------------ | ------------- | ------------ | ------ | --------------------------- | --------------------------- | --------------------------- | --------------------------- | --------------------------- |
| 01    | Jean-Pierre Duclos   | FRA    | 7019   | 11,2 s | 7,16 m       | 12,78 m       | 1,82 m       | 51,6 s | 15,8 s                      | 40,54 m                     | 4,00 m                      | 56,06 m                     | 5:12,2 min                  |
| 02    | Manfred Bock         | FRG    | 6931   | 11,4 s | 6,49 m       | 13,46 m       | 1,82 m       | 52,0 s | 15,6 s                      | 40,78 m                     | 3,80 m                      | 63,30 m                     | 5:06,2 min                  |
| 03    | Robert Kozma         | FRA    | 6851   | 11,2 s | 6,73 m       | 12,99 m       | 1,85 m       | 49,8 s | 15,5 s                      | 38,12 m                     | 3,60 m                      | 41,78 m                     | 4:49,6 min                  |
| 04    | Urs Trautmann        | SUI    | 6714   | 11,7 s | 6,30 m       | 14,17 m       | 1,85 m       | 53,8 s | 16,0 s                      | 45,76 m                     | 3,60 m                      | 62,32 m                     | 5:21,4 min                  |
| 05    | Erich Klamma         | FRG    | 6679   | 11,1 s | 6,74 m       | 13,30 m       | 1,73 m       | 52,6 s | 15,8 s                      | 39,04 m                     | 3,50 m                      | 53,88 m                     | 5:11,0 min                  |
| 06    | Wolfgang Linkmann    | FRG    | 6664   | 11,0 s | 6,88 m       | 12,92 m       | 1,76 m       | 51,9 s | 15,2 s                      | 39,56 m                     | 3,60 m                      | 49,20 m                     | 5:41,2 min                  |
| 07    | Guido Ciceri         | SUI    | 6655   | 11,5 s | 6,57 m       | 12,69 m       | 1,73 m       | 49,5 s | 15,8 s                      | 38,20 m                     | 4,00 m                      | 46,84 m                     | 5:14,2 min                  |
| 08    | Edgar Känzig         | SUI    | 6534   | 11,6 s | 6,74 m       | 11,94 m       | 1,70 m       | 51,5 s | 15,8 s                      | 36,08 m                     | 3,90 m                      | 45,96 m                     | 4:52,2 min                  |
| 09    | Charlemagne Anyamah  | FRA    | 6493   | 11,1 s | 5,90 m       | 13,34 m       | 1,70 m       | 50,6 s | 15,6 s                      | 36,92 m                     | 3,60 m                      | 50,10 m                     | 5:13,0 min                  |
| 10    | Jürgen Poelke        | FRG    | 6433   | 11,8 s | 6,15 m       | 11,94 m       | 1,73 m       | 52,1 s | 16,1 s                      | 34,84 m                     | 3,90 m                      | 60,96 m                     | 5:06,2 min                  |
| 11    | Jean-Pierre Wiethoff | FRG    | 6392   | 11,1 s | 6,40 m       | 12,61 m       | 1,73 m       | 50,4 s | 17,1 s                      | 38,50 m                     | 3,90 m                      | 38,40 m                     | 5:17,0 min                  |
| 12    | Gundolf Hunner       | FRG    | 6382   | 11,2 s | 6,34 m       | 12,77 m       | 1,70 m       | 50,4 s | 16,3 s                      | 34,66 m                     | 3,20 m                      | 50,36 m                     | 5:01,6 min                  |
| 13    | Edgar Müller         | SUI    | 6300   | 10,9 s | 6,57 m       | 10,92 m       | 1,76 m       | 51,1 s | 16,7 s                      | 34,76 m                     | 3,60 m                      | 41,98 m                     | 5:14,8 min                  |
| 14    | Pierre Drean         | FRA    | 6227   | 11,2 s | 6,21 m       | 13,20 m       | 1,76 m       | 52,2 s | 15,8 s                      | 36,36 m                     | 3,70 m                      | 48,34 m                     | 6:18,4 min                  |
| 15    | Daniel Riedo         | SUI    | 6087   | 11,1 s | 6,68 m       | 12,50 m       | 1,79 m       | 49,3 s | 14,9 s                      | 37,60 m                     | NMH                         | 47,36 m                     | 5:17,0 min                  |
| DNF   | Otto Muff            | SUI    |        | 11,6 s | 7,18 m       | 11,77 m       | 1,82 m       | 51,2 s | DNS                         | Aufgabe nach dem ersten Tag | Aufgabe nach dem ersten Tag | Aufgabe nach dem ersten Tag | Aufgabe nach dem ersten Tag |
| DNF   | Georg Stummeyer      | FRG    |        | 11,1 s | 6,80 m       | 12,91 m       | 1,76 m       | DNS    | Aufgabe nach dem Hochsprung | Aufgabe nach dem Hochsprung | Aufgabe nach dem Hochsprung | Aufgabe nach dem Hochsprung | Aufgabe nach dem Hochsprung |
| DNF   | Bernard Castang      | FRA    |        | 11,3 s | 6,68 m       | 14,29 m       | 1,70 m       | DNS    | Aufgabe nach dem Hochsprung | Aufgabe nach dem Hochsprung | Aufgabe nach dem Hochsprung | Aufgabe nach dem Hochsprung | Aufgabe nach dem Hochsprung |